# Youth Group
Youth Group é uma banda musical australiana de indie rock oriunda de Sydney e formada na 1995.
Dos integrantes originais da banda, só Toby Martin (vocal e guitarra) e Danny Allen (bateria) permaneceram. Após várias formações, desde 2004 permanece a que hoje se conhece, com a junção de Cameron Emerson-Elliott na guitarra e o antigo baixista dos The Vines, Patrick Matthews.
Embora seja criado em torno da voz de Martin e da produção de Wayne Connolly, o som dos Youth Group é remanescente do power pop e do indie rock, de artistas como Matthew Sweet. Contudo, é a empatia e a introspecção nas letras de Martin que distinguem os Youth Group de outras bandas semelhantes.
A sua carreira manteve-se sem grande feitos até que o dono da Epitaph Records ouviu o segundo álbum, Skeleton Jar (2004) e o lançou nos Estados Unidos.
Apesar de a banda ter tocado em 2003 no South by Southwest Festival, no Texas. e de ter tido pequenas aparições nas turnês dos The Vines e The Music, foi a possibilidade de serem a banda de suporte dos Death Cab for Cutie, em 2005, que impulsionou rapidamente a sua fama.
Em Julho de 2006 a banda lançou o seu terceiro álbum, Casino Twilight Dogs, que contém os compactos "Forever Young" e "Catching and Killing".
Os Youth Group venceram em 2007 o prémio Aria Break-Though Single com o tema "Forever Young".

## Integrantes
- Toby Martin — vocal e guitarra
- Danny Allen — bateria
- Cameron Emerson-Elliott — guitarra
- Patrick Matthews — baixo

## Discografia

### Álbuns de estúdio
- Urban & Eastern (2000)
- Skeleton Jar (2004)
- Casino Twilight Dogs (2006)
- The Night is Ours (2008)